# Aldonza Rodríguez de León
Aldonza Rodríguez de León (c. 1250-antes de junio de 1287). Dama leonesa, era hija de Rodrigo Alfonso de León, señor de Aliger y de Castro del Río, y de Inés Rodríguez de Cabrera así como nieta del rey Alfonso IX de León.

## Orígenes familiares

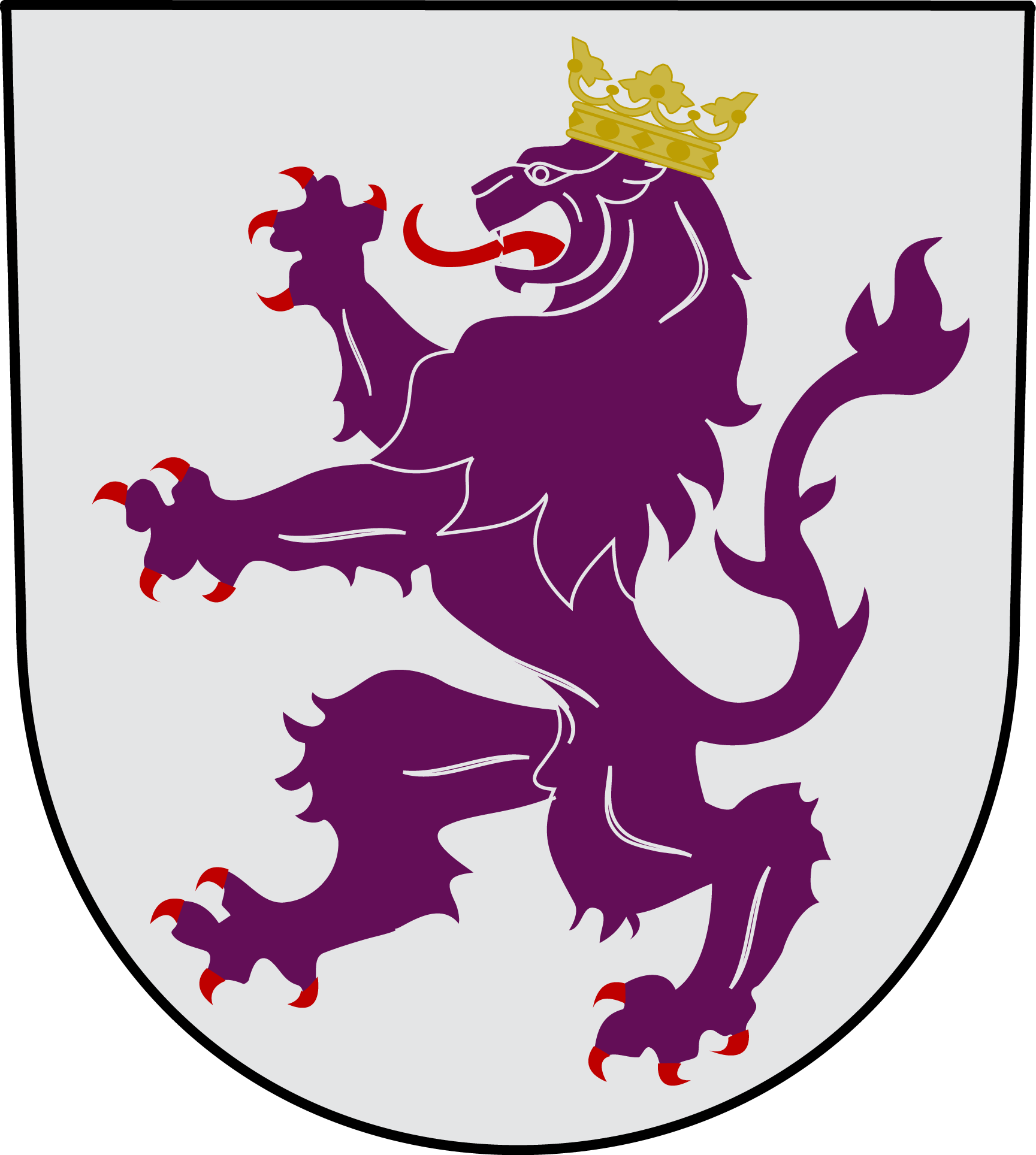
Escudo del reino de León

Fue hija de Rodrigo Alfonso de León, señor de Aliger y de Castro del Río, y de Inés Rodríguez de Cabrera, y por parte paterna fueron sus abuelos el rey Alfonso IX de León y una de sus amantes, Aldonza Martínez de Silva. Por parte materna era nieta de Rodrigo Fernández de Valduerna el Feo, señor de Cabrera y Ribera, y de Teresa Froilaz, hija, a su vez, del conde Froila Ramírez y la condesa Urraca González. También fue hermana de Juan Rodríguez de León.

## Biografía
Se desconoce su fecha exacta de nacimiento, aunque debió de ocurrir alrededor del año 1250. También se ignora la fecha exacta en que contrajo matrimonio con Esteban Fernández de Castro, señor de Lemos y de Sarria, que desempeñó a lo largo de su vida los cargos de pertiguero mayor de Santiago, adelantado mayor de Galicia y merino mayor de Galicia. 
A finales de 1272 el rey Alfonso X de Castilla, que era primo carnal de Aldonza Rodríguez, tuvo conocimiento de que su hermano el infante Felipe de Castilla, negociaba secretamente con el rey de Navarra a fin de que este se involucrase en una guerra contra el reino de Castilla. 
Entre los involucrados en las negociaciones con el soberano navarro se hallaba Esteban Fernández de Castro, que reprochaba al rey su negativa a entregarle a su esposa, Aldonza Rodríguez de León, que se hallaba retenida por el rey, y que reclamaba el cargo de adelantado mayor de Galicia, que había desempeñado desde el año 1266.
A comienzos de 1273, y hallándose en la ciudad de Toledo, Alfonso X reanudó las negociaciones con los magnates sublevados y accedió a la mayoría de sus demandas, entre las que se contaban las de Esteban Fernández de Castro, que reclamaba los 3000 maravedís de la soldada de Martín Alfonso de León, hijo ilegítimo de Alfonso IX de León. Esteban Fernández de Castro falleció en 1290 y Aldonza Alfonso murió antes de junio de 1287.

## Matrimonio y descendencia
Fruto de su matrimonio con Esteban Fernández de Castro, señor de Lemos y Sarria, e hijo de Fernán Gutiérrez de Castro, nació un hijo: 
- Fernando Rodríguez de Castro (1280-1304), señor de Lemos y Sarria, de Cabrera y Ribera, adelantado mayor de Galicia, pertiguero mayor de Santiago y comendero de la Iglesia de Lugo, contrajo matrimonio con Violante Sánchez de Castilla, hija ilegítima de Sancho IV de Castilla. Fueron los padres de Pedro Fernández de Castro. Falleció en 1304, en el transcurso de una batalla librada en Galicia contra el infante Felipe de Castilla, hermano de Fernando IV de Castilla.

Aunque algunos genealogistas antiguos consideran que Aldonza Rodríguez de León contrajo matrimonio con Lope Sánchez de León, señor de Valenzuela e hijo del infante Sancho Fernández de León, hijo a su vez del rey Fernando II de León, su matrimonio con Esteban Fernández de Castro, así como el nombre de su abuelo, y el hecho de que ya había fallecido antes de junio de 1287, quedan confirmados en la donación hecha por Esteban a la catedral de Astorga el 6 de junio de 1287 así como la carta de arras que otorgó en nombre del hijo de ambos y a favor de Violante.